# Crocidura nigeriae
Crocidura nigeriae — вид ссавців родини Soricidae. Тварина зустрічається в Беніні, Буркіна-Фасо, Камеруні, Кот-д'Івуарі, Нігерії, Того, і є твердження, що вона також знайдена в Гані. Його природне середовище існування — субтропічні або тропічні вологі рівнинні ліси.
Crocidura nigeriae — прудка і відносно велика землерийка. Вони єдині ссавці, крім кажанів, які використовують ехолокацію. Вони є рийними тваринами. Активність розмноження найбільша в сезони дощів; нігерійська землерийка зустрічається в рівнинних тропічних вологих лісах Нігерії, Камеруну та острова Біоко.